# ويليام كوتن
ويليام كوتن (بالإنجليزية: William Cotton)‏ هو كاريكاتيري ورسام أمريكي، ولد في 22 يوليو 1880 في نيوبورت في الولايات المتحدة، وتوفي في 5 يناير 1958 في نيوجيرسي في الولايات المتحدة.